# Matteo Gennaro Sibilia
Matteo Gennearo Sibilia (* 29. September 1657 in Neapel, Königreich Sizilien; † 21. September 1709) war ein italienischer Geistlicher und römisch-katholischer Bischof des Bistums San Marco Argentano.

## Leben
Matteo Genneato Sibilia empfing am 27. Dezember 1681 die Diakonen- und am 28. Dezember desselben Jahres die Priesterweihe.
1701 wurde er zum ersten Präsidenten der im selben Jahr gegründeten Päpstlichen Diplomatenakademie ernannt. Dieses Amt bekleidete er bis zu seiner Ernennung zum Bischof von San Marco Argentano am 19. Mai 1704.